# جام باشگاه‌های زنان آسیا ۲۰۲۱
جام باشگاه‌های زنان آسیا ۲۰۲۱ دومین دورهٔ جام باشگاه‌های زنان آسیا که توسط کنفدراسیون فوتبال آسیا و به میزبانی کشور اردن برگزار شد.

مسابقات به صورت گروه چهار تیمی برگزار شد که در پایان تیم امان اردن توانست در گروه اول شود و به مقام قهرمانی برسد.

## تیم های حاضر در مسابقات
| تیم            | روش حضور                                         | حضور (آخرین) |
| -------------- | ------------------------------------------------ | ------------ |
| شهرداری سیرجان | قهرمان لیگ برتر فوتبال زنان ایران ۲۱–۲۰۲۰        | ۱            |
| بنیادکار       | قهرمان مسابقات قهرمانی فوتبال زنان ازبکستان ۲۰۲۰ | ۱            |
| امان           | قهرمان لیگ فوتبال زنان اردن ۲۰۲۰                 | ۱            |
| گوکولام کرالا  | قهرمان لیگ بانوان هند ۲۰۲۰                       | ۱            |

## نتیجه
| رتبه | تیم            | بازی | برد | مساوی | باخت | گل زده | گل خورده | گل تفاضل | امتیاز | صلاحیت |
| ---- | -------------- | ---- | --- | ----- | ---- | ------ | -------- | -------- | ------ | ------ |
| ۱    | امان           | ۳    | ۲   | ۰     | ۱    | ۴      | ۳        | ۱+       | ۶      | قهرمان |
| ۲    | شهرداری سیرجان | ۳    | ۲   | ۰     | ۱    | ۴      | ۳        | ۱+       | ۶      |        |
| ۳    | گوکولام کرالا  | ۳    | ۱   | ۰     | ۲    | ۴      | ۴        | ۰        | ۳      |        |
| ۴    | بنیادکار       | ۳    | ۱   | ۰     | ۲    | ۳      | ۵        | ۲−       | ۳      |        |

زمان همه بازی‌ها EET (UTC+2) است.
| شهرداری سیرجان              | ۱-۲   | بنیادکار                        |
| --------------------------- | ----- | ------------------------------- |
| - جلال نسب ۵' - علیزاده ۶۵' | گزارش | - دیلدورا نوزیمووا ۷۷' (پنالتی) |

| امان                                  | ۱-۲   | گوکولام کرالا        |
| ------------------------------------- | ----- | -------------------- |
| - جبارا ۵۹' (پنالتی) - سامیه عونی ۶۷' | گزارش | - الشدای آچمپونگ ۳۳' |

| گوکولام کرالا | ۱-۰   | شهرداری سیرجان |
| ------------- | ----- | -------------- |
|               | گزارش | - چترنور ۶۸'   |

| بنیادکار | ۰-۱   | امان |
| -------- | ----- | ---- |
|          | گزارش |      |

| بنیادکار | ۳-۱   | گوکولام کرالا |
| -------- | ----- | ------------- |
|          | گزارش |               |

| امان | ۱-۲   | شهرداری سیرجان |
| ---- | ----- | -------------- |
|      | گزارش | - چترنور ۶+۹۰' |